# Brachymeles tridactylus
Brachymeles tridactylus — вид сцинкоподібних ящірок родини сцинкових (Scincidae). Ендемік Філіппін.

## Поширення і екологія
Brachymeles tridactylus мешкають на островах Негрос, Панай, Карабао, Боракай та Інампуланган. Вони живуть у первинних і вторинних вологих тропічних лісах та на кокосових плантаціях. Зустрічаються на висоті до 900 м над рівнем моря. Є яйцеживородними.